# Creola
Creola és una població dels Estats Units a l'estat d'Alabama. Segons el cens del 2000 tenia 2.002 habitants.

## Demografia
Segons el cens del 2000, Creola tenia 2.002 habitants, 718 habitatges, i 567 famílies. La densitat de població era de 52,9 habitants/km².
Dels 718 habitatges en un 40,7% hi vivien nens de menys de 18 anys, en un 59,9% hi vivien parelles casades, en un 14,8% dones solteres, i en un 20,9% no eren unitats familiars. En el 17,1% dels habitatges hi vivien persones soles el 5,8% de les quals corresponia a persones de 65 anys o més que vivien soles. El nombre mitjà de persones vivint en cada habitatge era de 2,79 i el nombre mitjà de persones que vivien en cada família era de 3,15.
Per edats la població es repartia de la següent manera: un 29,2% tenia menys de 18 anys, un 9,6% entre 18 i 24, un 29,7% entre 25 i 44, un 22,3% de 45 a 60 i un 9,2% 65 anys o més.
L'edat mediana era de 34 anys. Per cada 100 dones hi havia 93,8 homes. Per cada 100 dones de 18 o més anys hi havia 95,9 homes.
La renda mediana per habitatge era de 35.517 $ i la renda mediana per família de 38.942 $. Els homes tenien una renda mediana de 35.658 $ mentre que les dones 19.911 $. La renda per capita de la població era de 14.956 $. Aproximadament el 14,3% de les famílies i el 16% de la població estaven per davall del llindar de pobresa.

## Poblacions més properes
El següent diagrama mostra les poblacions més properes.